# Konsistorium der Provinz Pommern
Das Konsistorium der Provinz Pommern, auch Königliches Konsistorium der Provinz Pommern (bis 1918), Evangelisches Konsistorium der Provinz Pommern und Stettiner Konsistorium, war von 1815 bis 1945 die Verwaltungsbehörde (Konsistorium) für die evangelische Kirche in der Provinz Pommern.

## Geschichte

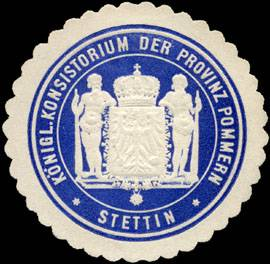
Siegelmarke des Konsistoriums Pommern zu Stettin

Im Rahmen einer Neuordnung der evangelischen Kirchenverwaltung in Preußen wurden im Jahre 1815 in den preußischen Provinzen Konsistorien als Verwaltungsbehörden für die evangelische Kirche gebildet, so in der Provinz Pommern das Konsistorium der Provinz Pommern mit Sitz in der Provinzhauptstadt Stettin. Das Konsistorium der Provinz Pommern löste insoweit die bisher zuständigen Konsistorien ab. Zuvor war für Neuvorpommern das Greifswalder Konsistorium zuständig gewesen, für die Stadt Stralsund das Stralsunder Konsistorium, für Altvorpommern und das westliche Hinterpommern das bisherige Stettiner Konsistorium und für das östliche Hinterpommern das Kösliner Konsistorium. Das Greifswalder Konsistorium und das Stralsunder Konsistorium blieben noch bis 1849 beschränkt auf ihre Aufgaben als geistliche Gerichte bestehen. Auch das alte Stettiner Konsistorium war 1814 noch nach Stargard in Pommern verlegt worden und bestand noch einige Zeit als geistliches Gericht weiter.
Das Konsistorium der Provinz Pommern bestand, wie die anderen preußischen Provinzialkonsistorien, zunächst aus dem Oberpräsidenten der Provinz als Präses und weiteren Beamten (Konsistorialräten). Im Jahre 1825 wurde es in eine Abteilung für kirchliche Angelegenheiten und eine Abteilung für Schulangelegenheiten aufgeteilt, bis letztere 1845 als Provinzialschulkollegium zu einer eigenständigen Behörde wurde. Im selben Jahr wurde auch die Möglichkeit geschaffen, anstelle des Oberpräsidenten einen anderen Konsistorialpräsidenten zu berufen.
Gegen Ende des Zweiten Weltkriegs wurde das Konsistorium vor der anrückenden Roten Armee zum 1. März 1945 nach Altentreptow und Züssow verlegt. Nach dem Zweiten Weltkrieg wurde in der 1945/1947 neugebildeten Pommerschen Evangelischen Kirche das Evangelische Konsistorium Greifswald eingerichtet.
Die Akten des Konsistoriums der Provinz Pommern (3,5 lfm) befinden sich heute im Landesarchiv Greifswald.

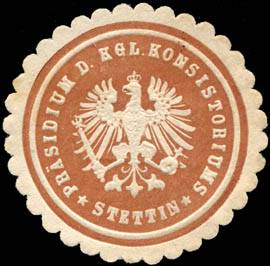
Siegelmarke des Präsidiums des Konsistoriums Pommern

## Präsidenten
- 1816–1831: Johann August Sack (als Oberpräsident)
- 1831–1835: Moritz Haubold von Schönberg (als Oberpräsident)
- 1835–1847: Wilhelm von Bonin (als Oberpräsident)
- 1847–1859: Ernst Jacob von Mittelstaedt
- 1859–1889: Johann Friedrich Heindorf
- 1889–1907: Wilhelm Richter
- 1908–1925: Karl Friedrich Goßner
- 1925–1946: Paul-Gerhard Wahn